# 激走！鲁滨皇帝
《激走！鲁滨皇帝》是東映制作，和光Production制作協力的日本电视动画。1977年10月10日至1978年2月6日在朝日电视台播出，播出时间为毎週一19時。共17話。

## 介绍
在日本比賽中，車手速水俊介因为忽视了監督指导让車子損壞，比赛完后其被解雇。但他爸爸的朋友嵐 銀二郎出現邀请他加入自己方的皇帝車隊。车队用的车是俊介爸爸设计的跑车。